# Anna Rikarda von Schleußner
Anna Rikarda von Schleußner (geboren 7. Februar 1933 in Insterburg, Ostpreußen) ist eine deutsche Juristin. Sie war von 1990 bis 1998 Richterin am Bundespatentgericht in München.

## Leben

### Beruflicher Werdegang
Schleußner studierte ab 1954 Rechtswissenschaft an der Freien Universität Berlin. 1956 wechselte sie an die Ludwig-Maximilians-Universität München. Von 1961 bis 1963 arbeitete sie als wissenschaftliche Mitarbeiterin am damaligen Max-Planck-Institut für Geistiges Eigentum, Wettbewerbs- und Steuerrecht. 1964 schloss sie ihr juristisches Studium nach dem ersten und zweiten juristischen Staatsexamen ab.
1964 startete Schleußner ihre juristische Laufbahn in der Bayerischen Gerichtsbarkeit und arbeitete bis 1966 an einem Zivilgericht der ersten Instanz. Von 1966 bis 1975 war sie Leiterin der Abteilung Internationales Recht am Deutschen Patentamt.
Schleußner durchlief eine Laufbahn als Beamtin im Höheren Verwaltungsdienst bis zur Regierungsdirektorin. Zum 1. Januar 1990 wurde sie als Richterin an das Bundespatentgericht berufen. Bis 1998 war sie dort Richterin im 28. Senat, einem (Marken-Beschwerdesenat). Zeitgleich war sie Regelmäßige Vertreterin der rechtskundigen Mitglieder im 23. und 31. Senat, beides Technische Beschwerdesenate.
Schleußner wurde 1998 in den Ruhestand verabschiedet.

### Engagement
Schleußner ist Mitglied bei der International Association for Industrial Property und der Deutschen Vereinigung für geistiges Eigentum. Seit 1967 war Schleußner interregionale sektorale Beraterin bei der Weltorganisation für geistiges Eigentum.

## Veröffentlichungen
- Mit G. H. C. Bodenhausen: Pariser Verbandsübereinkunft zum Schutze des gewerblichen Eigentums. Kommentar. In: JuristenZeitung. Band 29, Nr. 3, Februar 1974, doi:10.2307/20813258. JSTOR:i20813244